# 渡部隆
渡部 隆（わたべ たかし、男性、1959年1月15日 - ）は、日本のアニメーター、メカニックデザイナー、美術スタッフである。新潟県高田市（現在の上越市高田地区）出身。東京造形大学ビジュアルデザイン科卒業。

## 経歴・人物
元々は漫画家を志望していたが、好きな漫画を描くために名前を売ろうとの考えからイラストレーターとしての活動を始め、ハヤカワ文庫の装丁画などを手がけるようになる。イラストの持ち込みをしている間に友人から紹介される形でJCGLのCGオペレーターとして映画『SF新世紀レンズマン』に参加。CG部分のイメージボードからメカニックデザイン、イラストまでを担当し、これが実質的なデビュー作となる。その後、マッドハウス作品を皮切りに『王立宇宙軍 オネアミスの翼』、『AKIRA』、『CYBER CITY OEDO 808』、『ジャイアントロボ THE ANIMATION -地球が静止する日』など多くの劇場アニメやOVAのスタッフとして活躍。
正確なパース、レンズ描写の先駆者として知られている。『機動警察パトレイバー the Movie』では渡部の描くレンズの歪みなども計算された美術設定とレイアウトに荒川眞嗣、黄瀬和哉ら周りのアニメーター達が感化され、次作『機動警察パトレイバー 2 the Movie』でのカメラやレンズを強く意識した画面作りに大きな影響を与えた。以降、押井守とProduction I.Gの劇場作品には欠かせないスタッフの一人となっている。
アニメーションのレイアウトはもちろん、3DCGのモデリングもできる。
渡部の仕事の数々は多くの同業者から高い評価を受けており、大友克洋などから賞賛される他、今敏はアニメ業界に入ってから影響を受けた人物の一人として名前を挙げ、「『この建物・この空間をここから見て、このレンズで見たら、すごく魅力的に見える』という視点を常に持っている」「渡部さんがいなかったら、今のアニメ界の状況はないですね。彼のおかげで、背景の比重が従来より大きくなったのは間違いないでしょう」と賞賛している。

## 参加作品

### アニメーション
- 1984年 『SF新世紀レンズマン』 メカニックデザイン
- 1984年 『GALACTIC PATROL レンズマン』 メカニックデザイン
- 1985年 『迷宮物語「走る男」』 メカニックデザイン
- 1986年 『時空の旅人』 未来都市設定
- 1987年 『王立宇宙軍 オネアミスの翼』 プロダクションデザイン・レイアウト
- 1987年 『スペース・ファンタジア 2001夜物語』 メカニックデザイン
- 1988年 『AKIRA』 美術設定・レイアウト
- 1988年 『トップをねらえ!』 友情設定 (5・6話)
- 1989年 『敵は海賊〜猫たちの饗宴〜』 メカニックデザイン
- 1989年 『機動警察パトレイバー the Movie』 レイアウト
- 1990年 『ドリームハンター麗夢』 メカニックデザイン
- 1990年 『CYBER CITY OEDO 808』 設定デザイン・メカニックデザイン
- 1991年 『とべ!くじらのピーク』 レイアウト協力
- 1991年 『劇場版サイレントメビウス』 デザインワークス
- 1991年 『うる星やつら いつだってマイ・ダーリン』 設定デザイン
- 1992年 『超時空要塞マクロスII -LOVERS AGAIN-』 コンセプトデザイン
- 1992年 『劇場版サイレントメビウス2』 デザインワークス
- 1992年 『ジャイアントロボ THE ANIMATION -地球が静止する日』 メカニックデザイン
- 1993年 『モルダイバー』 デザインワークス
- 1993年 『機動警察パトレイバー 2 the Movie』 レイアウト
- 1995年 『GHOST IN THE SHELL / 攻殻機動隊』 美術設定・レイアウト (新市街、水没都市、ラボ、博物館の設定を担当[13])
- 1995年 『MEMORIES「彼女の想いで」』 メカニックデザイン・美術設定・レイアウト
- 1996年 『ドラゴンクエスト列伝 ロトの紋章』 レイアウト協力
- 1999年 『GUNDAM Mission to the Rise』 メカニックデザイン・美術設定
- 1999年 『バンパイアハンターD』 設定デザイン・レイアウト (チェイテ城の設定を担当[1])
- 1999年 『逮捕しちゃうぞ the MOVIE』 レイアウト協力
- 2000年 『人狼 JIN-ROH』 美術設定・レイアウトチェック
- 2000年 『G.R.M. THE RECORD OF GARM WAR（ガルム戦記）』 美術デザイン（凍結）
- 2001年 『アヴァロン』 美術デザイン
- 2001年 『WXIII 機動警察パトレイバー』 美術設定
- 2001年 『メトロポリス』 CGストラクチャーデザイン
- 2002年 『攻殻機動隊 STAND ALONE COMPLEX』 21・25話レイアウト協力
- 2002年 『サーヴィランス 監視者』美術設定・メカニックデザイン
- 2004年 『イノセンス』 美術設定・レイアウト
- 2005年 『劇場版xxxHOLiC 真夏ノ夜ノ夢』 美術設定
- 2005年 『テニスの王子様 -二人のサムライThe First Game-』 原画
- 2005年 『めざめの方舟』 都市デザイン
- 2006年 『FREEDOM-PROJECT』 世界観設定
- 2006年 『攻殻機動隊 STAND ALONE COMPLEX Solid State Society』 美術設定
- 2006年 『獣王星』 コンセプトデザイン
- 2007年 『精霊の守り人』 美術設定
- 2007年 『ヱヴァンゲリヲン新劇場版:序』 デザインワークス
- 2008年 『スカイ・クロラ The Sky Crawlers』 美術設定・レイアウト
- 2009年 『スーパーストリートファイターIV』 メカニックデザイン・メカニック作画監督
- 2009年 『ヱヴァンゲリヲン新劇場版:破』 デザインワークス
- 2010年 『サイボーグ009』 美術設定・レイアウト
- 2012年 『宇宙戦艦ヤマト2199』 セットデザイン
- 2012年 『ももへの手紙』 美術設定
- 2012年 『009 RE:CYBORG』 美術設定
- 2012年 『ヱヴァンゲリヲン新劇場版:Q』 デザインワークス
- 2013年 『BAYONETTA BLOODYFATE』 メカ・銃デザイン
- 2014年 『ウィザード・バリスターズ 弁魔士セシル』 美術設定
- 2014年 『宇宙戦艦ヤマト2199 星巡る方舟』 メカニカルディテール原画
- 2015年 『蒼穹のファフナー EXODUS』 1話原画
- 2015年 『攻殻機動隊 新劇場版』 美術設定
- 2015年 『GARM WARS The Last Druid』 メカニックデザイン
- 2015年 『屍者の帝国』 バベッジエンジンデザイン
- 2018年 『銀河英雄伝説 Die Neue These 邂逅』 美術デザイン
- 2019年 『PSYCHO-PASS サイコパス Sinners of the System』 美術デザイン
- 2019年 『PSYCHO-PASS サイコパス 3』 美術設定補佐
- 2021年 『シン・エヴァンゲリオン劇場版』 メカニックデザイン

### 漫画
- 大友克洋・ながやす巧『沙流羅』SF設定[10]

### カバー・イラスト
- 1982年 早川書房『イタルバーに死す/ロジャー・ゼラズニイ』
- 1983年 レコード『サイコアーマー ゴーバリアンBGM集』
- 1983年 レコード『サイコアーマー ゴーバリアン挿入歌 It's Love～それは愛～ /夕陽の想い』
- 1984年 早川書房『スターシップと俳句/ソムトウ・スチャリトクル』
- 1985年 早川書房『われら顔を選ぶとき/ロジャー・ゼラズニイ』

### その他
- 漫画『沙流羅』設定補佐[10]